# Ophthalmidium
Ophthalmidium, a veces denominado erróneamente Ophtalmidium, es un género de foraminífero bentónico de la familia Ophthalmidiidae, de la superfamilia Cornuspiroidea, del suborden Miliolina y del orden Miliolida. Su especie tipo es Oculina liasica. Su rango cronoestratigráfico abarca desde el Carniense (Triásico superior) hasta el Kimmeridgiense (Jurásico superior).

## Discusión
Clasificaciones más recientes incluyen Ophthalmidium en la superfamilia Nubecularioidea.

## Clasificación
Se han descrito numerosas especies de Ophthalmidium. Entre las especies más interesantes o más conocidas destacan:
- Ophthalmidium liasica

Un listado completo de las especies descritas en el género Ophthalmidium puede verse en el siguiente anexo.